# Ananteris pydanieli
Ananteris pydanieli é uma espécie de escorpião encontrada na Amazônia brasileira.